# 孔雀石綠
孔雀石綠（malachite green，aniline green）又稱孔雀绿，IUPAC名稱 4-[(4-dimethylaminophenyl)-phenyl-methyl]-N,N-dimethyl-aniline，是一種有毒的三苯甲烷類人工合成有機化合物，既是染料，也是消毒劑，可致癌。其製成可由1摩爾的苯甲醛和2摩爾的二甲苯胺在濃鹽酸混合下，加熱縮合成隱色素鹼，在酸性下加過氧化鉛使其氧化，並在溶液中沉澱出色素鹼。
雖然稱作孔雀石綠，但其實它不含有孔雀石（水合鹼式碳酸銅）的成份，只是兩者顏色相似而已。孔雀石主要用於銅的提煉和供作顏料，並不用於水產養殖業。

## 殺菌劑
孔雀石綠是带有金属光澤的綠色晶體，可用作治理魚類或魚卵的寄生蟲、真菌或細菌感染，如魚場的魚卵容易感染的真菌Saprolegnia。孔雀石綠也常用作處理受寄生蟲影響的淡水水產。但對於脂鯉和鯰魚等海產，孔雀石綠有高度毒性、高殘留等副作用。
加拿大在1992年發現人類若進食含孔雀石綠的魚類，會對健康構成重大影響，主要是孔雀石綠中的三苯甲烷基团可引致肝癌。因此，孔雀石綠被列為第二類危險物品，很多國家已經禁用。不過，基於孔雀石綠低廉的生產成本及容易使用，不少監管較弱的國家依然在使用中，有漁民在防治魚類感染真菌時使用，也有運輸商用作消毒，以延長魚類在長途販運中的存活時間。
雖然2002年5月中國農業部已將孔雀石綠列入《食品動物禁用的獸藥及其化合物清單》，但於2005年8月，福建、江西及安徽等地出口的鰻魚產品，仍被驗出含有孔雀石綠，中國國家質檢總局首次下令全面回收，數日後香港發現多種淡水魚含有孔雀石綠，中國大陸因此禁止所有淡水魚出口到香港。 同年9月1日香港於來自台灣的青斑海魚樣本中驗出孔雀石綠，中華民國漁業署表示會作出針對性檢驗。

## 染劑

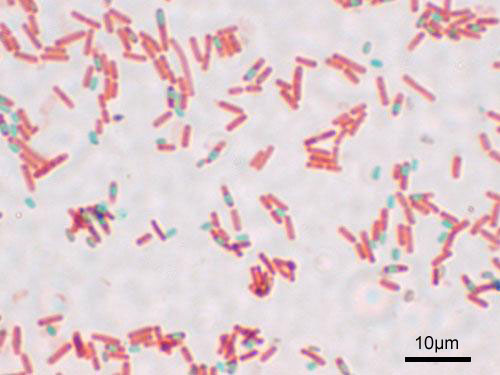
以Schaeffer–Fulton 芽孢染色法染色的枯草芽孢桿菌，芽孢由孔雀石綠染成綠色，菌體由番紅染成紅色

孔雀石綠可用作生物染色劑，把細胞或細胞組織染成藍綠色，方便在顯微鏡下研究。孔雀石綠也用作絲綢、皮革和紙張的染料。要製造孔雀石綠染料，首先將其溶於熱草酸溶液，冷卻後得草酸鹽的結晶，或用鹽酸中和後，加定量的氯化鋅結晶出氯化鋅複鹽，成為綠色鹼性染料。

## 註腳
1. ↑  五內地淡水魚含孔雀石綠 - 星島日報2005年8月22日, 2008年9月24日 索取
2. ↑  曾蔭權「淡水魚宴」挽信心 - 星島日報2005年8月28日, 2008年9月24日 索取
3. ↑  再驗出大魚鯇魚含孔雀石綠之際 特首高官 啖河鮮救魚市[永久] - 蘋果日報2005年8月28日, 2008年9月24日 索取
4. ↑  淡水魚也有毒 港人食乜好？[永久] - 蘋果日報2005年8月22日, 2008年9月24日 索取
5. ↑  罐頭成為首選食品 （页面存档备份，存于） - 英文虎報2005年9月22日, 2008年9月24日 索取（英文）
6. ↑  化學物氾濫 美食隨時有毒[永久] - 蘋果日報2005年8月22日, 2008年9月24日 索取
7. ↑  周一嶽：內地淡水魚驗出孔雀石綠[永久] - 香港電台2005年8月21日, 2008年9月24日 索取
8. ↑  鰻魚內臟易積聚孔雀石綠 不應進食[] - 香港電台2005年8月29日, 2008年9月24日 索取

## 延伸閱讀
- Bongsup P. Cho;  et al. . Chem. Res. Toxicol. 2003, 16 (3): 285–294. PMID 12641428. doi:10.1021/tx0256679.
- S. M. Plakas, K. R. El Said, G. R. Stehly, W. H. Gingerich and J. H. Allen. . Can. J. Fish. Aquat. Sci. 1996, 53 (6): 1427–1433. doi:10.1139/cjfas-53-6-1427.
- Schoettger, 1970; Smith and Heath, 1979; Gluth and Hanke, 1983. Bills et al. (1977)
- Steven C. DeFina, Thorsten Dieckmann. . Journal of Labelled Compounds and Radiopharmaceuticals. 2002, 45 (3): 241. doi:10.1002/jlcr.554.
- Antimicrob Agents Chemother. 2012 Jan;56(1):495-506. doi: 10.1128/AAC.00574-11. Epub 2011 Oct 17. In vitro effect of malachite green on Candida albicans involves multiple pathways and transcriptional regulators UPC2 and STP2. Dhamgaye S1, Devaux F, Manoharlal R, Vandeputte P, Shah AH, Singh A, Blugeon C, Sanglard D, Prasad R.

## 外部連結
- U.S. National Institutes of Health
- University of Guelph[永久]
- U.S. Food and Drug Administration
- U.K. Department of Health
- Malachite green - endospore staining technique (video) （页面存档备份，存于）